# USS Montgomery (1858)

USS Montgomery, третій корабель з цим ім'ям був дерев'яним гвинтовим пароплавом у військово-морському флоті Союзу під час Громадянської війни в США.
«Монтгомері» був побудований в Нью-Йорку в 1858 році, зафрахтований ВМС у травні 1861 р.; придбано в Нью-Йорку 28 серпня 1861 р. і введений до складу ВМС 27 травня 1861 року в Нью-Йорку, Капітан О.С.Гліссон, командер. 

## Історія
З червня по листопад «Монтгомері» блокував Апалачіколу, штат Флорида, біля якої він захопив «Фінляндію», яка не мала відповідних документів, 29 серпня. У листопаді корабель почав патрулювати узбережжя від Вашингтона до мису Фір-Рівер, а 8-го провела бій з «Таллахассі», залізним гвинтовим пароплавом Конфедерації. Після тимчасової служби біля  острова Шип 2 грудня корабель був атакований біля проток Горн-Айленд через два дні паровим шлюпом «Флорида» та канонерським човном «Памліко», але уник пошкоджень.
Приєднавшись до ескадри блокади Східної Затоки 20 січня 1862 року, «Монтгомері» 1 лютого захопив шхуну «Isabel» (раніше називалася «W.R. King ) у затоці Атчафалайя, а потім доставила депеші до Тампи, штат Флорида, перш ніж приєднатися до ескадри блокади Західної Затоки. Переслідував шхуну «Columbia» біля проходу Сан-Луїс, штат Техас, 5 квітня. Знайшовши цю шхуну покинутою, екіпаж «Монтгомері»  спалив її, а потім захопив великий шлюп. Рухаючись вздовж узбережжя Мексики та Техасу, корабель допоміг звільнити американських громадян, які перебували в Мексиці в другій половині квітня, а 3 червня захопила британську шхуну «Will o' the Wisp» поблизу Ріо-Гранде.
Наступними призами були «Бланш», що мусила викинутися на берег поблизу Гавани 7 жовтня, конфедеративний пароплав CSS Caroline, захоплений поблизу Мобіл, Алабама 28 жовтня, шлюп «William E. Chester», захоплений 20 листопада. Корабель продовжував блокувати Мобіл до 1863 року, потім приєдналася до Північноатлантичної ескадри блокади, розшукуючи рейдер Конфедерації «Таконі» біля Нантакет Шоулз у червні та інший рейдер  «Флорида» в тому ж районі в липні. У серпні корабель приєднався до блокади Вілмінгтона до кінця року.
У 1864 серед операцій корабля у цьому районі були захоплення «Пет» 11 лютого, знищення пароплава-блокадопроривача «Dove» 7 червня, захоплення «Бендіго», який сів на мілину біля Вілмінгтон-Бар 13 червня, і захоплення «Бат» біля Західного Бару 11 жовтня. У цих захопленнях допомагали інші кораблі сил блокади. У грудні та січні «Монтгомері» брав участь у захопленні Фішер.
У лютому 1865 року «Монтгомері» патрулював біля річки Кейп-Фір, 11-го вів перестрілку з береговою батареєю Хаф Мун. Після цього патрулював узбережжя від Вілмінгтона до Джорджтауна, Південна Кароліна, 24 лютого виведений з експлуатації на верфі Філадельфії 20 червня 1865 року, судно була продали на публічному аукціоні 10 серпня 1865 року. Перебувало на торговій службі до 1877 року.